# Ctenipocoris
Ctenipocoris is een geslacht van wantsen uit de familie van de Naucoridae (Zwemwantsen). Het geslacht werd voor het eerst wetenschappelijk beschreven door Montandon in 1897.

## Soorten
Het genus bevat de volgende soorten:

- Ctenipocoris africanus Poisson, 1948
- Ctenipocoris asiaticus Montandon, 1897
- Ctenipocoris brasiliensis (De Carlo, 1968)
- Ctenipocoris oscari Herrera, 2013
- Ctenipocoris peruvianus (La Rivers, 1974)
- Ctenipocoris plaumanni (De Carlo, 1968)
- Ctenipocoris schadei (De Carlo, 1940)
- Ctenipocoris sinicus Zettel, 2012
- Ctenipocoris spinipes (Montandon, 1897)